# Семенюк Юлія Олександрівна
Юлія Олександрівна Семенюк (нар. 8 січня 2000) — українська футболістка, нападниця житомирського «Полісся».

## Клубна кар'єра
Юлія Семенюк вихованка рівненського футболу. Професіональну футбольну кар'єру розпочала 2014 року в клубі «Родина-Ліцей». 
У чемпіонаті-2017/18 виступала за «Ятрань» (Берестівець). До бронзового комплекту нагород команді Юлії Семенюк не вистачило лише одного очка.  
В сезоні-2019/20 Семенюк грала у складі «Єдності». 
2 листопада 2019 року Юлія Семенюк зробила дубль, забивши двічі у матчі проти «Маріупольчанки».
У чемпіонаті-2021/22 Семенюк виступала за «Восход», але через російське вторгнення той футбольний сезон було не дограно, а селище Стара Маячка, де базувалася команда, було окуповано. 
Юлія Семенюк продовжила свою кар'єру у складі «Шахтаря». 2 вересня 2023 року забила двічі у ворота «Вереса».
Починаючи з літа 2024 року грає за «Полісся». 11 вересня у матчі розіграшу кубка України-2024 зробила хет-трик у ворота уманських «Пантер».
Семенюк викликалася до збірних України WU-14, WU-15, WU-17 та WU-19. За межами країни українська гравчиня виступала у вірменській команді «Хайаса» та за казахстанський «Шимкент». Ставала чемпіонкою Вірменії.
Через свою зовнішність Юлія Семенюк регулярно потрапляє до різноманітних рейтингів найкрасивіших футболісток України.